# Clubiona kiboschensis
Clubiona kiboschensis är en spindelart som beskrevs av Roger de Lessert 1921. Clubiona kiboschensis ingår i släktet Clubiona och familjen säckspindlar. Inga underarter finns listade i Catalogue of Life.